# 雷赫瓦烏
雷赫瓦烏是波蘭的城鎮，位於該國中部，由大波蘭省負責管轄，始建於十四世紀，面積9.69平方公里，鎮上有建於十五世紀的城堡遺址，2006年人口2,377。
52°04′16″N 18°10′18″E / 52.07111°N 18.17167°E